# Arabella Kiesbauer
Arabella Kiesbauer, nome breve di Cosima Arabella-Asereba Kiesbauer (Vienna, 8 aprile 1969), è una conduttrice televisiva austriaca.

## Biografia
Nel maggio 2015 ha condotto l'Eurovision Song Contest 2015 in programma a Vienna insieme a Mirjam Weichselbraun e Alice Tumler.